# Better than Today
"Better than Today" é uma canção da artista musical australiana Kylie Minogue, contida em seu décimo primeiro álbum Aphrodite (2010). A faixa foi originalmente escrita por Nerina Pallot e Andy Chatterley para o primeiro extended play (EP) de Pallot, lançado em 2009 e intitulado como Buckminster Fuller. Mais tarde, a faixa foi regravada por Minogue em 2009, recebendo produção adicional de Stuart Price. Musicalmente, "Better than Today" é uma canção pop que emula outros estilos usando guitarras, sintetizadores e batidas programadas. A obra foi lançada como o terceiro single do disco em 3 de dezembro de 2010, mas não conseguiu sucesso como os outros lançamentos precendentes de Minogue.
"Better than Today" recebeu análises mistas dos críticos de música contemporânea. Eles elogiaram as letras orientadas de dança, comparando a composição da faixa com os trabalhos de Minogue em seu disco Rhythm of Love, lançado em 1990, e com as canções das Scissor Sisters. Alguns críticos enalteceram a canção como uma parte do álbum, mas não pensavam que a mesma era forte para ser um single deste. Após estrear na parada antecipadamente com os downloads digitais do álbum, teve a 32ª posição como melhor na UK Singles Chart, com Minogue tendo seu pior pico na tabela desde "The One", em 2008. Na Austrália, a faixa estreou na 55ª posição da parada musical ARIA Singles Chart, sendo o seu terceiro o qual não entrou nas vinte melhores posições. Apesar de seu resultado menor nas paradas do Reino Unido e Austrália, conseguiu ser a sexta primeira posição na parada musical da Billboard, Hot Dance Club Songs, e seu terceiro single consecutivo em primeira posição do álbum Aphrodite na tabela.
Seu vídeo musical acompanhante, dirigido pela intérprete juntamente com William Baker, foi lançado em 19 de novembro de 2010. O mesmo foi inspirado pelas roupas e coreografias das performances ocorridas durante sua turnê For You, For Me Tour, feita em 2009, na qual ela cantou a música. A recepção crítica do vídeo foi em sua maioria positiva, com as publicações notando semelhanças com os vídeos musicais anteriores de Minogue.

## Recepção crítica
"Better Than Today" recebeu várias críticas positivas por parte dos críticos, muitos elogiando o country e do estilo de dança, com a Entertainment Weekly chamando-o de uma faixa de destaque do álbum, e PopMatters chamando-a de "salto açucarado". BBC Music disse que a música era um "country strut-tech", que "joga-se imagens de dança-line ciborgues". Digital Spy deu a canção quatro estrelas de cinco e descrito como "doce, sedutora e praticamente impossível sucumbir a uma e outra vez". 

## O Vídeoclipe
Kylie lançou o vídeo em 19 de Novembro de 2010. O vídeo foi dirigido por Minogue com a ajuda de William Baker.
O vídeo começa com Kylie dançando em um palco cercado de luz, bailarinos do sexo feminino com pulseira rosa penas do ombro e do Homem-esque Pac guitarristas de capacete, enquanto os painéis mostra uma projeção de várias cores inspiradas Space Invaders e outros jogos de arcade. As meninas nas penas Minogue e dançando com a mesma coreografia realizada em For You, For Me Tour. Quando o refrão começa, Minogue é num amplificadores Marshall, enquanto alguns ursos de animação 3D e move-se em itálico as letras através dos painéis. Finalmente, Minogue aparece cercado por uma luz vermelha, enquanto que o microfone stand projetos feixes de luz, e apresenta os lábios coloridos de Minogue inspirado no musical The Rocky Horror Show.
Minogue não poderia inicialmente liberar o vídeo on-line em seu país de origem na Austrália, devido a problemas com direitos autorais Vevo, porém, ela anunciou que já foi postado pela Warner Music Group no YouTube no dia 24 de novembro de 2010.

## Performances ao vivo
Em 7 de novembro de 2010, Minogue cantou "Better than Today" ao vivo noThe X Factor. Ela também cantou em 2010, no Children in Need especial de televisão na BBC One  Kylie cantou "Better than Today" no Capital FM Awards em dezembro. Kylie, em seguida, passou a executar a canção no Royal Variety Show, em frente à Família Real e auditório, em dezembro de 2010. Kylie também apresentou a faixa no anual Jools' Annual Hootenanny: 2010.

## Faixas
| - CD Maxi Single 1. "Better Than Today" - 3:26 2. "Better Than Today" (Bills & Hurr Remix) - 8:36 3. "Better Than Today" (The Japanese Popstars Mix) - 6:45 4. "Get Outta My Way" (BBC Live Lounge Version) - 3:40 - Digital EP 1. "Better Than Today" - 3:26 2. "Better Than Today" (Bills & Hurr Remix Edit) - 3:47 3. "Better Than Today" (The Japanese Popstars Mix) - 6:45 4. "Better Than Today" (Monarchy 'Kylie Through the Wormhole' Remix) – 8:13 [iTunes only] 5. "All the Lovers" (BBC Live Lounge Version) - 3:33 | - CD Single 1. "Better Than Today" - 3:26 2. "Can't Get You Out of My Head" (BBC Live Lounge Version) - 3:16 - 7" Single 1. "Better Than Today" - 3:26 2. "Better Than Today" (Bills & Hurr Remix Edit) - 3:47 - Outras versões 1. "Better Than Today" (Bimbo Jones Club Mix) - 7:33 2. "Better Than Today" (Bimbo Jones Radio Edit) - 3:08 |

## Desempenho nas paradas musicais
| Parada musical (2010)                    | Melhor posição |
| ---------------------------------------- | -------------- |
| França (SNEP)                            | 63             |
| Escócia (The Official Charts Company)    | 27             |
| UK Singles (The Official Charts Company) | 32             |
| US Hot Dance Club Songs (Billboard)      | 1              |